# عدد ليوفيل
عدد ليوفيل (بالإنجليزية: Liouville number)‏ هو عدد حقيقي x حيث لكل عدد طبيعي x، يوجد عددان طبيعيان p و q علما أنا q > 1، وحيث 
{\displaystyle 0<\left|x-{\frac {p}{q}}\right|<{\frac {1}{q^{n}}}.}
هكذا، يمكن أن يُقترب بشكل كبير جدا من عدد ليوفيل بواسطة متتالية من الأعداد الجذرية. في عام 1844، برهن جوزيف ليوفيل على أن جميع أعداد ليوفيل هي أعداد متسامية، مبينا بذلك وللمرة الأولى وجود الأعداد المتسامية ذاته.